# Monocromo

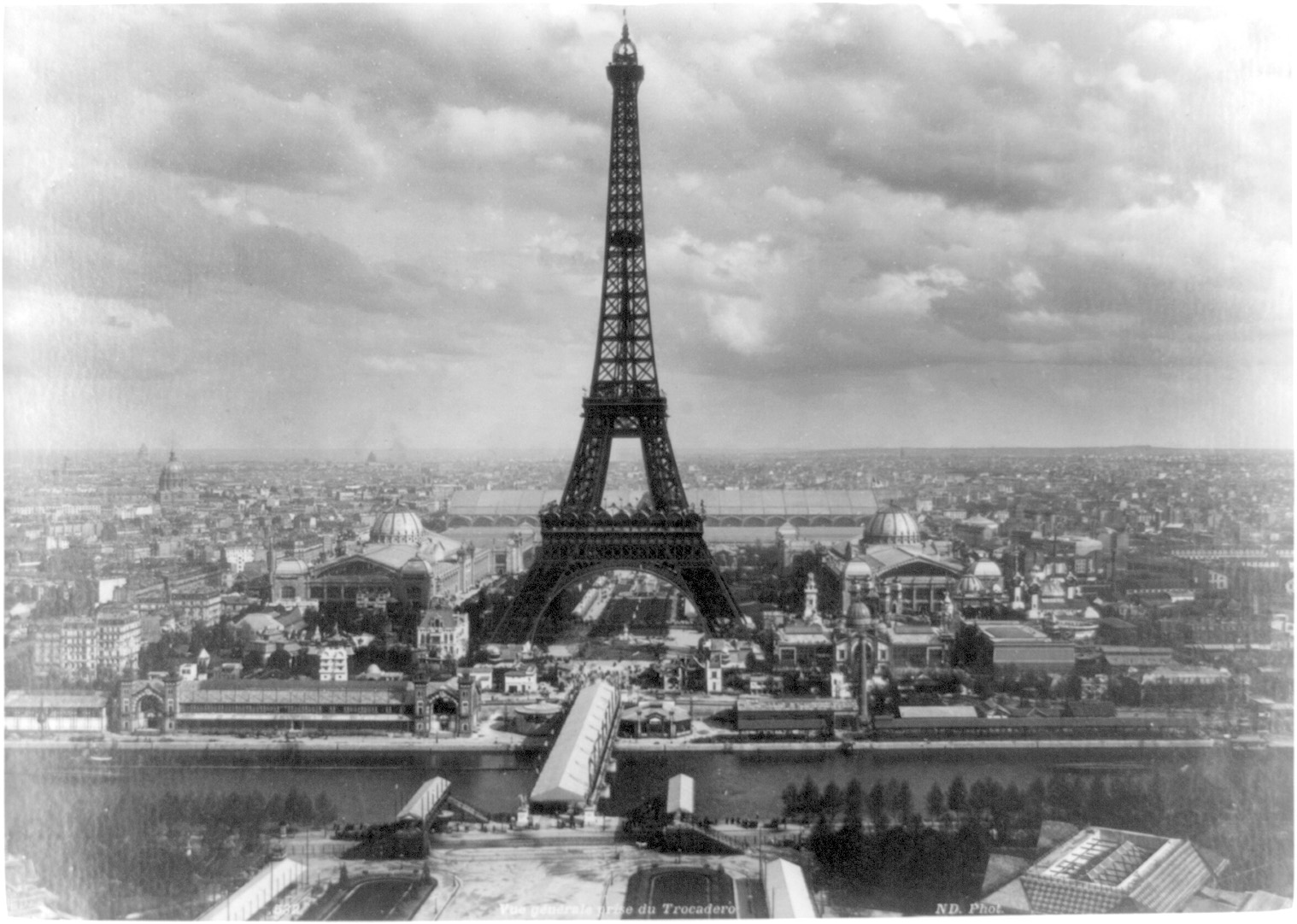
Monocromo bianco e nero: la Torre Eiffel durante l'Esposizione Universale (1889)

Colore monoscromo: i dispositivi di visione notturna producono di solito immagini monocromatiche, tipicamente in sfumature di verde

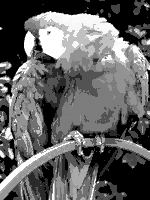
Una fotografia di un'ara renderizzata con una paletta monocromatica e con un numero limitato di sfumature

Un'immagine monocromatica è composta da un colore (o toni di un colore). Il termine monocromo viene dal in greco antico: μονόχρωμος?, monochromos (" un solo colore").
Un oggetto monocromatico o un'immagine riflettono i colori in sfumature di un numero limitato di colori o tonalità. Le immagini che utilizzano solo sfumature di grigio (con o senza bianco e nero) vengono chiamate scale di grigio o bianco e nero. Ad ogni modo, scientificamente parlando, per "luce monocromatica" ci si riferisce alla luce visibile di una banda stretta di lunghezze d'onda (vedi colore spettrale).

## Applicazione
Riferendosi ad un'immagine, il termine monocromo viene in genere interpretato come bianco e nero o come scala di grigi, ma può anche essere usato per altre combinazioni contenenti solo toni di un singolo colore, come ad esempio verde-bianco o verde-rosso. Può anche riferirsi al seppia che visualizza toni da marrone chiaro al marrone scuro, o cianotipia ("blueprint"), ed alcuni dei primi metodi fotografici come i dagherrotipi, ambrotipi, e ferrotipi, ognuno dei quali può essere utilizzato per produrre immagini monocromatiche.
Nel mondo dei computer, il monocromo ha due significati:
- Può significare avere solo un colore che può essere sia acceso che spento (anche conosciuto come Immagine binaria),
- Permettere sfumature di quel colore.

Un computer display monocromatico è in grado di visualizzare un singolo colore, spesso verde, ambra, rosso o bianco, e spesso anche sfumature di questi.
Nella fotografia cinematografica, il monocromo è tipicamente in uso nei film in bianco e nero. Originariamente, tutta la fotografia veniva fatta in monocromo. Sebbene la fotografia a colori fosse possibile anche nella fine del XIX secolo, le pellicole a colori facilmente utilizzabili, come la Kodachrome, non erano disponibili fino alla metà degli anni '30.
Nella fotografia digitale, il monoscromo è la cattura delle sfumature di nero dal sensore, o monochrome is the capture of only shades of black by the sensor, o dalla post-elaborazione di un colore dell'immagine per presentare solo la luminosità percepita combinando i valori di canali multipli (di solito rosso, blu e verde). La ponderazione dei singoli canali può essere selezionata per ottenere un effetto artistico desiderato; se viene selezionato solo il canale rosso, l'effetto sarebbe simile a quello ottenuto dall'applicazione di un filtro rosso. Se il filtro rosso viene eliminato, e quelli blu e rosso vengono combinati, l'effetto sarebbe simile a quello ottenuto dall'applicazione di un filtro color ciano. La selezione della ponderazione consente quindi una vasta gamma di espressioni artistiche nell'immagine monocromatica finale.

## In fisica
In fisica, la luce monocromatica è una radiazione elettromagnetica di una singola frequenza. Nel senso fisico, nessuna sorgente di radiazione elettromagnetica è puramente monocromatica, dato che richiederebbe un'onda di durata infinita come conseguenza della Trasformata di Fourier. Anche ogni sorgente controllata, come i laser, opera in una gamma di frequenze (conosciuta come linea spettrale). In pratica, la luce filtrata, la luce separata dal reticolo di diffrazione  e la luce laser sono tutti denominati abitualmente monocromatici. Spesso le sorgenti luminose possono essere confrontate ed una può essere etichettata come "più monocromatica". Un dispositivo che isola una banda stretta di frequenze da una sorgente a larghezza di banda più ampia è chiamato monocromatore.

## Nell'arte
La tecniche del monocromo si diffusero fra le avanguardie del dopoguerra, da Yves Klein alla Minimal Art, segnando un progressivo allontanamento dell'arte dall'imitazione della verità sensibile.
Piero Manzoni identificò il monocromo di Klein con l'achrome, vale a dire l'assenza di rapporti fra colori differenti con la totale assenza di qualsiasi colore, che vale «al di fuori di ogni fenomeno pittorico, di ogni intervento estraneo al valore di superficie»: «una superficie integralmente bianca (anzi integralmente incolore, neutra)» vale in quanto «essere (e essere totale è puro divenire)», e in quanto Assoluto, idealmente indiviso e immortale.